# 中山節夫
中山節夫（なかやませつお、1938年7月29日 - ）は日本の映画監督。熊本県菊池郡合志町出身。

## 略歴
1960年、多摩美術大学付属芸術学園映画科を卒業し、日活撮影所に入所。1962年よりフリーの助監督として多数の作品に携わった。その後熊本に帰郷し、1969年に映画デビュー作「あつい壁」を監督した。ハンセン病に対する根強い差別を扱い、話題になった。
2007年『新・あつい壁』を手がける。

## 監督作品
- 『あつい壁』（1970年） - 1953年（昭和28年）に熊本で起きた龍田寮事件と呼ばれた、ハンセン病への偏見と差別を告発した映画。
- 『青春狂詩曲』（1975年）原作は加美越生著「高校生讃歌」と服部正巳他著「高校生狂詩曲」。脚本は横田与志、監督は「あつい壁」の中山節夫、撮影は岩永勝敏がそれぞれ担当。
- 『兎の眼』（1979年）
- 『ブリキの勲章』（1981年）
- 『ブルートレインひとり旅』（1982年） - ブルートレインに夢を託す小学生が、単身寝台特急はやぶさに乗り込み、様々な人と触れあい不思議な体験をする。
- 『それぞれの旅立ち』（1985年）
- 『やがて…春』（1986年、にっかつ児童映画）
- 『風のあるぺじお』（1987年）
- 『先生あした晴れるかな』（1994年）
- 『ヘレンケラーを知っていますか』（2006年）
- 『新・あつい壁』（2007年） - 熊本で起きた藤本事件を題材にしている。
- 『野球部員、演劇の舞台に立つ!』（2018年）